# Muž z oceli
Muž z oceli (v anglickém originále Man of Steel) je britsko-americký akční film z roku 2013 režiséra Zacka Snydera, natočený na motivy komiksů o Supermanovi z vydavatelství DC Comics. Scénář filmu o původu Supermana napsal David S. Goyer, autory námětu jsou Christopher Nolan a David S. Goyer. V hlavní roli se představil Henry Cavill. Jedná se o první snímek filmové série DC Extended Universe a zároveň o reboot filmové série o Supermanovi, jejíž poslední díl měl premiéru v roce 2006. Rozpočet snímku činil 225 milionů dolarů.
Film měl slavnostní premiéru v New Yorku 10. června 2013, do amerických kin byl uveden o čtyři dny později. V České republice byl promítán od 20. června 2013.

## Příběh
Planeta Krypton čelí zkáze. Vědci a manželé Jor-El a Lara Lor-Van se rozhodnou zachránit svého novorozeného syna Kal-Ela a odeslat ho vesmírnou lodí na planetu Zemi. Zachrání tím nejen svého potomka, ale i genetický kód Kryptoňanů. Povstalecký generál Zod zabije Jor-Ela a je se svými následovníky odsouzen k pobytu v Přízračné zóně. Následně celá planeta zanikne a všichni její obyvatelé zemřou.
Kal-El je na Zemi nalezen a adoptován farmářským párem Jonathanem a Martou Kentovými, kteří ho vychovají jako svého syna Clarka. Clark postupně objevuje, že je jiný než ostatní lidé, že jeho fyzické schopnosti dalece převyšují ty pozemské. Když je starší, Jonathan mu prozradí, že je mimozemšťan, kterého našli, když byl malý. Učí také Clarka být dobrým člověkem. Po Jonathanově smrti se Clark toulá po světě a snaží se pochopit svoji existenci. V Arktidě nalezne prastarou průzkumnou vesmírnou loď z Kryptonu s komunikačním centrem, ve kterém spustí nahrávky, jež mu na zanechal Jor-El.
V téže době se v Arktidě nachází i novinářka z novin Daily Planet Lois Laneová, která se snaží najít dobré téma pro reportáž. Když novinářka nevědomky aktivuje automatický obranný mechanismus lodi, Clark ji tehdy poprvé zachrání. Šéfredaktor Daily Planet Perry White ale její příběh o superhrdinském zachránci odmítne. Lois se proto vydává za Clarkem do Kansasu, kde si vyslechne jeho minulost a poté se rozhodne, že jeho tajemství nezveřejní.
Generál Zod a jeho následovníci se dostanou díky výbuchu Kryptonu z Přízračné zóny a poté cestují vesmírem a hledají přeživší obyvatele koloniálních planet, aby znovu společně vytvořili nový Krypton. O několik let později zachytí signál z jedné z průzkumných lodí Kryptonu, který omylem spustil Clark na planetě Zemi a který má v sobě kryptoňanský genetický kód (kodex). Požadují jeho vydání, ten však odmítne a tak chtějí planetu přebudovat na nový Krypton, jemuž by vládli. Clark se jim postaví, na požadavek americké armády se jim ale nakonec vzdá. Zod mezitím začne s přetvářením Země na Krypton a Clark, nyní známý jako Superman, musí zasáhnout.

## Obsazení
- Henry Cavill (český dabing: Ondřej Brzobohatý) jako Clark Kent / Kal-El / Superman
- Amy Adams (český dabing: Tereza Bebarová) jako Lois Laneová
- Michael Shannon (český dabing: Martin Stránský) jako generál Zod
- Kevin Costner (český dabing: Zdeněk Mahdal) jako Jonathan Kent
- Diane Lane (český dabing: Nela Boudová) jako Martha Kentová
- Laurence Fishburne (český dabing: Petr Oliva) jako Perry White
- Antje Traue (český dabing: Kateřina Lojdová) jako Faora-Ul
- Ayelet Zurer (český dabing: Dana Černá) jako Lara Lor-Van
- Christopher Meloni (český dabing: Jan Šťastný) jako plukovník Nathan Hardy
- Russell Crowe (český dabing: Jiří Schwarz) jako Jor-El
- Michael Kelly (český dabing: Jakub Saic) jako Steve Lombard
- Harry Lennix (český dabing: Zdeněk Podhůrský) jako generál Swanwick
- Richard Schiff (český dabing: Luděk Čtvrtlík) jako doktor Emil Hamilton

## Přijetí

### Tržby
První promítací víkend utržil film v severoamerických kinech 128 milionů dolarů. V USA a Kanadě byl uveden ve 4207 kinech a utržil celkem 291 045 518 dolarů. V ostatních zemích dosáhly tržby filmu 377 000 000 dolarů, celosvětově tedy 668 045 518 dolarů.
V České republice byl film uveden ve 107 kinech distribuční společností Warner Bros. Za první promítací víkend zhlédlo film 30 123 diváků, kteří v pokladnách kin nechali kolem 4,5 milionů korun. Celkem film v ČR utržil 11,9 milionů korun při celkovém počtu 79 009 diváků.

### Filmová kritika
Server Kinobox.cz na základě vyhodnocení 28 recenzí z českých internetových stránek ohodnotil film Muž z oceli 76 %. Server Rotten Tomatoes udělil snímku 56 % na základě 289 recenzí (z toho 161 jich bylo spokojených). Od serveru Metacritic získal film, podle 47 recenzí, celkem 55 ze 100 bodů.